# Bàdminton als Jocs Olímpics d'estiu de 2024 - Equips femení
La prova per equips femenina de bàdminton als Jocs Olímpics de París 2024 va ser la 9a edició de l'esdeveniment en unes Olimpíades. La prova es va disputar entre el 27 de juliol i el 3 d'agost del 2024 a l'Arena Porte de la Chapelle de París.
La parella xinesa formada per les jugadores Chen Qingchen i Jia Yifan van guanyar la medalla d'or, després d'imposar-se a la final a l'altra parella xinesa formada per Liu Shengshu i Tan Ning, per 2 sets a 0 (22-20 i 21-15). La medalla de bronze fou per la parella japonesa composta per Nami Matsuyama i Chiharu Shida, que es van imposar a la parella malàisia formada per Pearly Tan i Thinaah Muralitharan per 2 sets a 0 (21-11 i 21-11).
L'equip de la Xina és la selecció més guardonada, amb 6 medalles d'or, 5 medalles de plata i 4 medalles de bronze, en les 9 edicions que l'esdeveniment ha estat present als Jocs Olímpics. La parella xinesa formada per Ge Fei i Gu Jun, amb 2 medalles d'or, és el duo més guardonat en tota la història de la competició.

## Format
Totes les parelles classificades van entrar en un sorteig, on hi va haver 4 caps de sèrie, segons el rànquing de classificació olímpic. La competició es va disputar en 2 etapes, la fase de grups i les rondes eliminatòries. Hi va haver 4 grups de 4 parelles per grup, que van jugar totes contra totes. Les dues primeres parelles de cada grup es van classificar per la ronda eliminatòria. La parella guanyadora de cada partit passava de ronda i la perdedora quedava eliminada. Les parelles que van guanyar les semifinals van jugar la final per aconseguir la medalla d'or i les que van perdre, van jugar el partit per aconseguir la medalla de bronze. Els partits es van jugar a 3 sets de 21 punts cadascun i s'havia de guanyar per 2 punts de diferència, excepte si s'arribava als 30 punts. La primera que guanyava 2 sets era la guanyadora del partit.

## Classificació
16 parelles es van classificar per la prova masculina de dobles, mitjançant el rànquing de classificació olímpica de la Federació Internacional de Bàdminton, que es va tancar el 30 d'abril de 2024. Els llocs de classificació es van assignar als països i no a les parelles que estaven classificades i després van ser les federacions qui van escollir els atletes que participaven. Tots els països que obtingueren 2 o més parelles dins dels 8 primers, van tenir 2 places al torneig olímpic. La resta, en va obtenir 1. També s'ha de tenir en compte que hi va haver, com a mínim 1 parella de cada federació continental (per garantir l'equilibri territorial).
| Esdeveniment     | Places | País          | Atletes classificades       |
| ---------------- | ------ | ------------- | --------------------------- |
| Rànquing olímpic | 15     | Xina          | Chen Qingchen               |
| Rànquing olímpic | 15     | Xina          | Jia Yifan                   |
| Rànquing olímpic | 15     | Corea del Sud | Baek Ha-na                  |
| Rànquing olímpic | 15     | Corea del Sud | Lee So-hee                  |
| Rànquing olímpic | 15     | Xina          | Liu Shengshu                |
| Rànquing olímpic | 15     | Xina          | Tan Ning                    |
| Rànquing olímpic | 15     | Japó          | Nami Matsuyama              |
| Rànquing olímpic | 15     | Japó          | Chiharu Shida               |
| Rànquing olímpic | 15     | Corea del Sud | Kim So-yeong                |
| Rànquing olímpic | 15     | Corea del Sud | Kong Hee-yong               |
| Rànquing olímpic | 15     | Japó          | Mayu Matsumoto              |
| Rànquing olímpic | 15     | Japó          | Wakana Nagahara             |
| Rànquing olímpic | 15     | Indonèsia     | Apriyani Rahayu             |
| Rànquing olímpic | 15     | Indonèsia     | Siti Fadia Silva Ramadhanti |
| Rànquing olímpic | 15     | Tailàndia     | Jongkolphan Kititharakul    |
| Rànquing olímpic | 15     | Tailàndia     | Rawinda Prajongjai          |
| Rànquing olímpic | 15     | Malàisia      | Pearly Tan                  |
| Rànquing olímpic | 15     | Malàisia      | Thinaah Muralitharan        |
| Rànquing olímpic | 15     | França        | Margot Lambert              |
| Rànquing olímpic | 15     | França        | Anne Tran                   |
| Rànquing olímpic | 15     | Bulgària      | Gabriela Stoeva             |
| Rànquing olímpic | 15     | Bulgària      | Stefani Stoeva              |
| Rànquing olímpic | 15     | Hong Kong     | Yeung Nga Ting              |
| Rànquing olímpic | 15     | Hong Kong     | Yeung Pui Lam               |
| Rànquing olímpic | 15     | Índia         | Tanisha Crasto              |
| Rànquing olímpic | 15     | Índia         | Ashwini Ponnappa            |
| Rànquing olímpic | 15     | Dinamarca     | Maiken Fruergaard           |
| Rànquing olímpic | 15     | Dinamarca     | Sara Thygesen               |
| Rànquing olímpic | 15     | Estats Units  | Annie Xu                    |
| Rànquing olímpic | 15     | Estats Units  | Kerry Xu                    |
| Rànquing olímpic | 15     | Austràlia     | Setyana Mapasa              |
| Rànquing olímpic | 15     | Austràlia     | Angela Yu                   |

## Fase de grups
Les 4 primeres parelles del rànquing són caps de sèrie del torneig.
Es classifiquen els dos primers equips de cada grup.

### Grup A
| Posició | Jugadores                                   | J | G | P | SF | SC | DS | PF  | PC  | DP  | Punts |
| ------- | ------------------------------------------- | - | - | - | -- | -- | -- | --- | --- | --- | ----- |
| 1       | Chen Qingchen/Jia Yifan                     | 3 | 3 | 0 | 6  | 0  | +6 | 130 | 102 | +28 | 3     |
| 2       | Pearly Tan/Thinaah Muralitharan             | 3 | 2 | 1 | 4  | 3  | +1 | 139 | 122 | +17 | 2     |
| 3       | Mayu Matsumoto/Wakana Nagahara              | 3 | 1 | 2 | 3  | 4  | -1 | 128 | 139 | -11 | 1     |
| 4       | Apriyani Rahayu/Siti Fadia Silva Ramadhanti | 3 | 0 | 3 | 0  | 6  | -6 | 98  | 132 | -34 | 0     |

| Data      | Hora   | Equip 1                                     | Resultat | Equip 2                                     | Set 1 | Set 2 | Set 3 |
| --------- | ------ | ------------------------------------------- | -------- | ------------------------------------------- | ----- | ----- | ----- |
| 27 juliol | 10:10h | Chen Qingchen/Jia Yifan                     | 2 - 0    | Pearly Tan/Thinaah Muralitharan             | 21-17 | 22-20 |       |
| 27 juliol | 11:00h | Mayu Matsumoto/Wakana Nagahara              | 2 - 0    | Apriyani Rahayu/Siti Fadia Silva Ramadhanti | 24-22 | 21-15 |       |
| 28 juliol | 8:30h  | Mayu Matsumoto/Wakana Nagahara              | 1 - 2    | Pearly Tan/Thinaah Muralitharan             | 21-18 | 15-21 | 16-21 |
| 28 juliol | 10:10h | Chen Qingchen/Jia Yifan                     | 2 - 0    | Apriyani Rahayu/Siti Fadia Silva Ramadhanti | 21-12 | 24-22 |       |
| 30 juliol | 9:20h  | Chen Qingchen/Jia Yifan                     | 2 - 0    | Mayu Matsumoto/Wakana Nagahara              | 21-16 | 21-15 |       |
| 30 juliol | 10:10h | Apriyani Rahayu/Siti Fadia Silva Ramadhanti | 0 - 2    | Pearly Tan/Thinaah Muralitharan             | 18-21 | 9-21  |       |

### Grup B
| Posició | Jugadores                      | J | G | P | SF | SC | DS | PF  | PC  | DP  | Punts |
| ------- | ------------------------------ | - | - | - | -- | -- | -- | --- | --- | --- | ----- |
| 1       | Liu Shengshu/Tan Ning          | 3 | 3 | 0 | 6  | 1  | +5 | 145 | 105 | +40 | 3     |
| 2       | Gabriela Stoeva/Stefani Stoeva | 3 | 2 | 1 | 5  | 3  | +2 | 152 | 140 | +12 | 2     |
| 3       | Yeung Nga Ting/Yeung Pui Lam   | 3 | 1 | 2 | 3  | 5  | -2 | 144 | 160 | -16 | 1     |
| 4       | Annie Xu/Kerry Xu              | 3 | 0 | 3 | 1  | 6  | -5 | 110 | 146 | -36 | 0     |

| Data      | Hora   | Equip 1                        | Resultat | Equip 2                        | Set 1 | Set 2 | Set 3 |
| --------- | ------ | ------------------------------ | -------- | ------------------------------ | ----- | ----- | ----- |
| 27 juliol | 14:00h | Liu Shengshu/Tan Ning          | 2 - 0    | Annie Xu/Kerry Xu              | 21-11 | 21-14 |       |
| 27 juliol | 14:00h | Yeung Nga Ting/Yeung Pui Lam   | 1 - 2    | Gabriela Stoeva/Stefani Stoeva | 11-21 | 23-21 | 15-21 |
| 28 juliol | 15:40h | Liu Shengshu/Tan Ning          | 2 - 1    | Gabriela Stoeva/Stefani Stoeva | 19-21 | 21-10 | 21-16 |
| 28 juliol | 20:20h | Yeung Nga Ting/Yeung Pui Lam   | 2 - 1    | Annie Xu/Kerry Xu              | 24-22 | 17-21 | 21-12 |
| 30 juliol | 9:20h  | Gabriela Stoeva/Stefani Stoeva | 2 - 0    | Annie Xu/Kerry Xu              | 21-18 | 21-12 |       |
| 30 juliol | 10:10h | Liu Shengshu/Tan Ning          | 2 - 0    | Yeung Nga Ting/Yeung Pui Lam   | 21-18 | 21-15 |       |

### Grup C
| Posició | Jugadores                       | J | G | P | SF | SC | DS | PF  | PC  | DP  | Punts |
| ------- | ------------------------------- | - | - | - | -- | -- | -- | --- | --- | --- | ----- |
| 1       | Kim So-yeong/Kong Hee-yong      | 3 | 3 | 0 | 6  | 0  | +6 | 134 | 103 | +31 | 3     |
| 2       | Nami Matsuyama/Chiharu Shida    | 3 | 2 | 1 | 4  | 2  | +2 | 130 | 105 | +25 | 2     |
| 3       | Setyana Mapasa/Angela Yu        | 3 | 1 | 2 | 2  | 4  | -2 | 103 | 109 | -6  | 1     |
| 4       | Tanisha Crasto/Ashwini Ponnappa | 3 | 0 | 3 | 0  | 6  | -6 | 76  | 126 | -50 | 0     |

| Data      | Hora   | Equip 1                         | Resultat | Equip 2                         | Set 1 | Set 2 | Set 3 |
| --------- | ------ | ------------------------------- | -------- | ------------------------------- | ----- | ----- | ----- |
| 27 juliol | 20:20h | Kim So-yeong/Kong Hee-yong      | 2 - 0    | Tanisha Crasto/Ashwini Ponnappa | 21-18 | 21-10 |       |
| 27 juliol | 20:20h | Nami Matsuyama/Chiharu Shida    | 2 - 0    | Setyana Mapasa/Angela Yu        | 21-18 | 21-14 |       |
| 29 juliol | 9:20h  | Nami Matsuyama/Chiharu Shida    | 2 - 0    | Tanisha Crasto/Ashwini Ponnappa | 21-11 | 21-12 |       |
| 29 juliol | 10:10h | Kim So-yeong/Kong Hee-yong      | 2 - 0    | Setyana Mapasa/Angela Yu        | 21-12 | 21-17 |       |
| 30 juliol | 14:00h | Nami Matsuyama/Chiharu Shida    | 0 - 2    | Kim So-yeong/Kong Hee-yong      | 22-24 | 24-26 |       |
| 30 juliol | 14:50h | Tanisha Crasto/Ashwini Ponnappa | 0 - 2    | Setyana Mapasa/Angela Yu        | 15-21 | 10-21 |       |

### Grup D
| Posició | Jugadores                                   | J | G | P | SF | SC | DS | PF  | PC  | DP  | Punts |
| ------- | ------------------------------------------- | - | - | - | -- | -- | -- | --- | --- | --- | ----- |
| 1       | Maiken Fruergaard/Sara Thygesen             | 3 | 3 | 0 | 6  | 2  | +4 | 160 | 146 | +14 | 3     |
| 2       | Baek Ha-na/Lee So-hee                       | 3 | 2 | 1 | 5  | 3  | +2 | 137 | 93  | +44 | 2     |
| 3       | Jongkolphan Kititharakul/Rawinda Prajongjai | 3 | 1 | 2 | 3  | 5  | -2 | 139 | 158 | -18 | 1     |
| 4       | Margot Lambert/Anne Tran                    | 3 | 0 | 3 | 1  | 6  | -5 | 98  | 138 | -40 | 0     |

| Data      | Hora   | Equip 1                                     | Resultat | Equip 2                                     | Set 1 | Set 2 | Set 3 |
| --------- | ------ | ------------------------------------------- | -------- | ------------------------------------------- | ----- | ----- | ----- |
| 27 juliol | 20:20h | Baek Ha-na/Lee So-hee                       | 1 - 2    | Maiken Fruergaard/Sara Thygesen             | 18-21 | 21-9  | 14-21 |
| 27 juliol | 22:00h | Jongkolphan Kititharakul/Rawinda Prajongjai | 2 - 1    | Margot Lambert/Anne Tran                    | 12-21 | 21-13 | 21-15 |
| 29 juliol | 15:40h | Baek Ha-na/Lee So-hee                       | 2 - 0    | Margot Lambert/Anne Tran                    | 21-13 | 21-8  |       |
| 29 juliol | 19:30h | Jongkolphan Kititharakul/Rawinda Prajongjai | 1 - 2    | Maiken Fruergaard/Sara Thygesen             | 22-20 | 21-23 | 22-24 |
| 30 juliol | 21:10h | Margot Lambert/Anne Tran                    | 0 - 2    | Maiken Fruergaard/Sara Thygesen             | 16-21 | 12-21 |       |
| 30 juliol | 21:10h | Baek Ha-na/Lee So-hee                       | 2 - 0    | Jongkolphan Kititharakul/Rawinda Prajongjai | 21-9  | 21-12 |       |

## Eliminatòries
|  | Quarts de final                 | Quarts de final                 |                         |                              | Semifinals                      | Semifinals  |  |  | Final          | Final |
|  |                                 |                                 |                         |                              |                                 |             |  |  |                |       |
|  | 1 agost 8:30h                   |                                 |                         |                              |                                 |             |  |  |                |       |
|  |                                 |                                 |                         |                              |                                 |             |  |  |                |       |
|  | Chen Qingchen/Jia Yifan         | 2                               |                         |                              |                                 |             |  |  |                |       |
|  | Chen Qingchen/Jia Yifan         | 2                               | 2 agost 8:30h           |                              |                                 |             |  |  |                |       |
|  | Gabriela Stoeva/Stefani Stoeva  | 0                               |                         |                              |                                 |             |  |  |                |       |
|  | Gabriela Stoeva/Stefani Stoeva  | 0                               | Chen Qingchen/Jia Yifan | 2                            |                                 |             |  |  |                |       |
|  | 1 agost 8:30h                   |                                 | Chen Qingchen/Jia Yifan | 2                            |                                 |             |  |  |                |       |
|  |                                 | Pearly Tan/Thinaah Muralitharan | 1                       |                              |                                 |             |  |  |                |       |
|  | Kim So-yeong/Kong Hee-yong      | Pearly Tan/Thinaah Muralitharan | 1                       | 0                            |                                 |             |  |  |                |       |
|  | Kim So-yeong/Kong Hee-yong      |                                 | 3 agost 16:10h          | 0                            |                                 |             |  |  |                |       |
|  | Pearly Tan/Thinaah Muralitharan | 2                               |                         |                              |                                 |             |  |  |                |       |
|  | Pearly Tan/Thinaah Muralitharan | 2                               | Chen Qingchen/Jia Yifan | 2                            |                                 |             |  |  |                |       |
|  | 1 agost 9:40h                   |                                 | Chen Qingchen/Jia Yifan | 2                            |                                 |             |  |  |                |       |
|  |                                 | Liu Shengshu/Tan Ning           | 0                       |                              |                                 |             |  |  |                |       |
|  | Baek Ha-na/Lee So-hee           | Liu Shengshu/Tan Ning           | 0                       | 0                            |                                 |             |  |  |                |       |
|  | Baek Ha-na/Lee So-hee           | 2 agost 9:40h                   |                         | 0                            |                                 |             |  |  |                |       |
|  | Liu Shengshu/Tan Ning           | 2                               |                         |                              |                                 |             |  |  |                |       |
|  | Liu Shengshu/Tan Ning           | 2                               | Liu Shengshu/Tan Ning   | 2                            | Tercer lloc                     | Tercer lloc |  |  |                |       |
|  | 1 agost 8:30h                   |                                 | Liu Shengshu/Tan Ning   | 2                            | Tercer lloc                     | Tercer lloc |  |  |                |       |
|  |                                 | Nami Matsuyama/Chiharu Shida    | 0                       |                              |                                 |             |  |  |                |       |
|  | Nami Matsuyama/Chiharu Shida    | Nami Matsuyama/Chiharu Shida    | 0                       | 2                            | Pearly Tan/Thinaah Muralitharan | 0           |  |  |                |       |
|  | Nami Matsuyama/Chiharu Shida    |                                 |                         | 2                            | Pearly Tan/Thinaah Muralitharan | 0           |  |  |                |       |
|  | Maiken Fruergaard/Sara Thygesen | 0                               |                         | Nami Matsuyama/Chiharu Shida | 2                               |             |  |  |                |       |
|  | Maiken Fruergaard/Sara Thygesen | 0                               |                         |                              | 2                               |             |  |  |                |       |
|  |                                 |                                 |                         |                              |                                 |             |  |  | 3 agost 15:00h |       |
|  |                                 |                                 |                         |                              |                                 |             |  |  |                |       |

## Medaller històric
| Posició | País          | Or | Argent | Bronze | Total |
| ------- | ------------- | -- | ------ | ------ | ----- |
| 1       | Xina          | 6  | 5      | 4      | 15    |
| 2       | Corea del Sud | 1  | 2      | 4      | 7     |
| 3       | Japó          | 1  | 1      | 1      | 3     |
| 4       | Indonèsia     | 1  | 0      | 0      | 1     |
| 5       | Dinamarca     | 0  | 1      | 0      | 1     |
| 6       | Rússia        | 0  | 0      | 1      | 1     |